# Abbey-Nunatak
Der Abbey-Nunatak ist ein 1075 m hoher Nunatak im westantarktischen Marie-Byrd-Land. Er ragt an der Westflanke des Reedy-Gletschers unmittelbar nördlich der Mündung des Kansas-Gletschers und rund drei Kilometer südöstlich des Penrod-Nunatak auf. 
Kartografisch erfasst wurde er durch das United States Geological Survey und mithilfe von Luftaufnahmen der United States Navy zwischen 1960 und 1964. Das Advisory Committee on Antarctic Names benannte ihn nach Gordon Abbey (1933–1985), Funker auf der Byrd-Station im Winter 1957.